# 桂詩勤
桂詩勤，ISO[?]（1933年12月3日—2018年或以前），香港土木工程師和公務員，1989年10月至1993年12月出任路政署署長，是首位出掌該署的華人。
桂詩勤在香港大學主修土木工程，1956年畢業後，他於翌年加入香港政府工務司署任職見習工程師，並於1959年、1963年和1968年先後晉升為助理工程師、工程師和高級工程師。早年他任職於水務局，曾參與石壁水塘和其他配水庫和大型抽水站的興建工程；其後於1973年調任新界拓展署屯門和沙田新市鎮總工程師，負責主持兩個新市鎮涉及工地平整和其他道路和渠務的工程，任內於1980年進一步升任政府工程師。1981年，他調往工務司署（後分拆為工程拓展署）轄下的路政處任職，期間於1982年進一步升任首席政府工程師，及後於1983年至1986年出任新界拓展署屯門新市鎮拓展處處長（後改稱新界西北拓展處處長），以及於1986年至1989年出任拓展署轄下市區拓展處首席政府工程師。
在路政處、屯門新市鎮拓展處和市區拓展處任職期間，桂詩勤參與了多項大型基礎建設的規劃和興建，當中包括新界環迴公路（即9號幹線）、青衣至大嶼山幹線（即青嶼幹線）、東區走廊，以及港口及機場發展策略前期策略性發展研究所涉及的西九龍填海計劃、中環灣仔填海計劃和青洲填海計劃等項目。1989年3月，桂詩勤出任路政署副署長，同年10月升任署長。在任內，由路政署主持的青嶼幹線和3號幹線等多項大型道路興建工程均進行得如火如荼，以便有關項目能在1997年落成通車。此外，他研究對掘路工程開徵費用，並針對1993年1月1日凌晨發生的蘭桂坊慘劇，對蘭桂坊一帶的路面進行測試，但最後認為有關路段的安全程度令人滿意。
桂詩勤於1993年從路政署退休後，於1996年獲香港機場管理局聘用為項目監察小組主管，其後於1998年12月出任機管局項目工程總監，至2001年6月卸任。1998年7月香港國際機場啟用後，接連數天在運作上出現嚴重的混亂，促成立法會成立專責委員會調查事件。當時有參與調查的議員質疑項目監察小組匯報的意見和報告未能有效地轉達機管局管理層執行，但為當局所否認。

## 生平

### 早年生涯
桂詩勤1933年12月3日生於中國廣東省廣州，在家中四名兄弟中排行第三，他的其中一位兄長桂詩敏日後曾在香港政府任職醫務衛生署高級物理學家。第二次世界大戰期間，只有七歲的桂詩勤在1940年為逃避戰亂，隨家人遷居香港。他此後在香港接受教育，1952年畢業於喇沙書院，同年以中七預科畢業生身份考入香港大學，主修土木工程，1956年獲理學士學位（BSc）畢業。他當時以二級榮譽資格畢業，與前路政署署長聶錦勳為大學同學。

### 工務生涯
大學畢業後，桂詩勤獲一家私人建築師樓聘用，主要從事與建築相關的計算工作。1957年6月，他獲港府聘任為見習工程師，1959年通過試用期成為助理工程師。加入港府之初，他被派往工務司署水務局（水務署前身）任職，早年參與不少配水庫和大型抽水站的興建工程。1962年，他取得英國土木工程師學會準會員資歷，翌年在水務局擢升為工程師。這時期他參與大嶼山石壁水塘的興建工程，該水塘在1963年落成啟用，除了是大嶼山第一座水塘，也是當時香港儲水量最大的水塘。1967年至1968年，他還獲港府補送往英國蘇格蘭史特拉斯克萊德大學深造，學成後於1968年晉升為高級工程師。
1973年，時任香港總督麥理浩爵士設立新界拓展署，銳意在新界荃灣、屯門和沙田發展新市鎮，在水務局任職16年的桂詩勤獲抽調到新界拓展署升任屯門和沙田新市鎮總工程師，負責主持兩個新市鎮涉及工地平整和其他道路和渠務的工程。建設新市鎮在當時是規模相當龐大的工程，而沙田和屯門本屬人煙稀少的鄉郊地方，但在新市鎮工程下，兩地移山填海，廣建大型公共屋邨，加上私人發展商紛紛興建大型私人屋苑，使這些地方的面貌出現極大的變化。再加上後來港府於七十年代後期決定興建大埔、粉嶺／上水和元朗三個新市鎮，和開發馬鞍山作為沙田新市鎮的延伸，新市鎮的規模更是繼續急速擴展。新市鎮的設立下，新界人口由1970年只有大約50萬，大幅增加至1982年的大約150萬人，1991年更增至大約300萬人，佔上全香港約一半的人口。
桂詩勤在新界拓展署任職八年，期間於1980年底獲擢升為政府工程師。1981年，他調往工務司署（後分拆為工程拓展署）轄下的路政處（路政署前身）任職。他最初主管部門總務和工程管理事宜，翌年改為負責開展新界環迴公路（即9號幹線）和青衣至大嶼山幹線（即青嶼幹線）的前期研究，並於1982年11月獲進一步擢升為首席政府工程師。桂詩勤在路政處後期還開展東區走廊工程，該走廊位於香港島北岸，由銅鑼灣向東延伸至柴灣，是一條全長近九公里、雙程行車的快速公路。有關工程在1981年動工，經過分階段落成啟用後，於1989年全線通車。1983年，桂詩勤調返新界拓展署出任屯門新市鎮拓展處處長（後改稱新界西北拓展處處長），負責主管處內所有建築師、規劃師和工程師，主持屯門新市鎮的發展項目，尤其是當時區內缺少的中小學校舍。1986年，港府把新界拓展署和原屬地政工務科的市區拓展處合併成拓展署，桂詩勤遂調往拓展署轄下的市區拓展處任職，處理市區水質管理項目，並參與西九龍填海計劃、中環灣仔填海計劃和青洲填海計劃的早期研究。這些填海計劃是港督衛奕信爵士後來在1989年公佈港口及機場發展策略（簡稱PADS）的一個前期策略性發展研究，目的在於物色適合作大型填海的區域，以應付未來人口增長。

### 路政署署長
1986年6月，原屬於工程拓展署的路政處分拆成稱作路政署的獨立部門，並由原路政處處長費盾（Harold Beaton）過渡為首任路政署署長。1989年3月，路政署開設一個副署長職位，由桂詩勤出任；在任數月間，他曾多次署任路政署署長一職。同年10月，由於費盾退休，他遂正式接任為路政署署長，成為歷來出掌該署的首位華人，任內奉委官守太平紳士，更曾經署任工務司一職。
在路政署署長任內，為配合港府落實PADS之下的香港機場核心計劃，桂詩勤參與了多項大型道路基建工程。其中，港府在1991年拍板通過開展青嶼幹線工程後，桂詩勤參與青馬大橋和汲水門大橋的規劃、設計和投標工作。青馬大橋和汲水門大橋分別是世界上最長一條兼備鐵路和行車路的吊橋和斜拉橋，而整條青嶼幹線後來於1997年4月27日開幕，並於同年5月22日正式通車。3號幹線是路政署在他任內的另一項主要基建項目，由該署主持招標的合約項目包括長青隧道、藍巴勒海峽橋、葵涌高架道路、西九龍快速公路和西區海底隧道等，這些項目均配合青嶼幹線的通車，在1997年相繼落成啟用。此外，中環至半山自動扶手電梯系統也是在桂詩勤任內由路政署負責建造，而且於1993年10月11日落成啟用的。該條連接中環和半山的扶手電梯系統全長超過800米，是全球最長的戶外有蓋行人扶手電梯系統，成為中環市區的一項特色。
1993年1月1日凌晨，中環蘭桂坊街頭慶祝元旦的活動演變成為人群踩踏事故，釀成21人死亡和多人受傷，稱為蘭桂坊慘劇；事後港督彭定康責成最高法院包致金大法官就事件展開調查。包致金在同月月中發表的報告書就事件歸納出多個成因，其中蘭桂坊一帶的路面本已陡峭，但當日很多遊人把啤酒濺到地上，再加上地面佈滿派對常用的氣溶膠噴彩帶和噴彩泡沫等物料，導致路面異常濕滑，使人群在非常擁擠的環境中更易滑倒地上。桂詩勤和路政署副署長楊劍才其後就報告書作出回應，表示蘭桂坊一帶的路面安全程度經測試後令人滿意，而且路面採用的混凝土物料廣為歐美國家採用，因此署方不會更換涉事路段的路面，但會修補路面上有破損的地方，以及考慮採取其他適當的改善措施。
另一方面，桂詩勤於1992年就掘路工程收費研究展開一項先導試驗計劃，在全港挑選八個掘路工程項目，模擬對這些項目作出不同形式的收費，以便作進一步研究。有關對掘路工程收費的建議早於1987年提出，旨在改善掘路工地長期閒置而造成的交通阻塞等問題。有關的先導試驗計劃促成工務科於1993年成立掘路工程工作小組，研究透過修訂原有的《土地（雜項條文）條例》落實掘路工程收費制度。可是，由於香港主權移交臨近，再加上公用事業機構的強烈反對，迫使有關修訂一再擱置。一直到2004年，立法會才通過《土地（雜項條文）條例》的修訂，正式為香港引入一套掘路工程收費制度。

### 晚年生涯
1993年12月，桂詩勤開展退休前休假，結束36年的公務員生涯，路政署署長一職由鄺漢生接替。為肯定他多年來在港府服務的表現，他於1992年的英女皇壽辰授勳名單當中獲頒授帝國服務獎章（I.S.O.）。退出政府後不久，桂詩勤於1996年獲香港機場管理局聘請到一個新成立的項目監察小組擔任主管，代表機管局董事會長駐於香港國際機場工地，負責視察和督促工程項目的進度，並定時向機管局董事會主席黃保欣和副主席盧重興匯報進度和提交報告，以避免工程出現延誤。
可是，新機場在1998年7月6日啟用後，卻接連數天在運作上出現嚴重的混亂，引起輿論高度關注，促成立法會於7月29日通過設立專責委員會就事件展開調查。專責委員會其後曾召開連場公開研訊，當時有參與的議員質疑桂詩勤就工程進度匯報的意見和報告未能有效轉達機管局管理層執行，造成新機場開幕之初出現的嚴重混亂。然而，機管局董事會主席黃保欣在研訊中辯稱，有關的匯報機制行之有效，與新機場出現的混亂沒有直接關係；而當時已升任工務局局長的鄺漢生在另一場研訊中指出，桂詩勤的職責是向機管局董事會主席和副主席匯報，但對於機管局董事會主席和副主席有沒有把匯報所得全部轉交機管局管理層，則不得而知。
新機場風波後不久，桂詩勤在1998年12月接替約滿離任的柯家威（Douglas Oakervee）出任機管局項目工程總監。隨著有關新機場的工程項目均告落成啟用，他於2001年6月正式卸任離開機管局。桂詩勤此後未有再擔任其他公職。
翻查香港大學基金歷年年報，可見桂詩勤在2016至2017年度發表的年報仍標示為普通會員。但根據港大基金於2018年3月發表的2017至2018年度年報，則顯示桂詩勤已經去世。

## 個人生活
桂詩勤與妻子鄭寶玲育有一名女兒。桂詩勤夫婦是聖雅各福群會的長期支持者，而桂詩勤也曾多次捐助母校香港大學，是香港大學基金的普通會員。他的興趣包括欣賞古典音樂和攝影。

## 榮譽

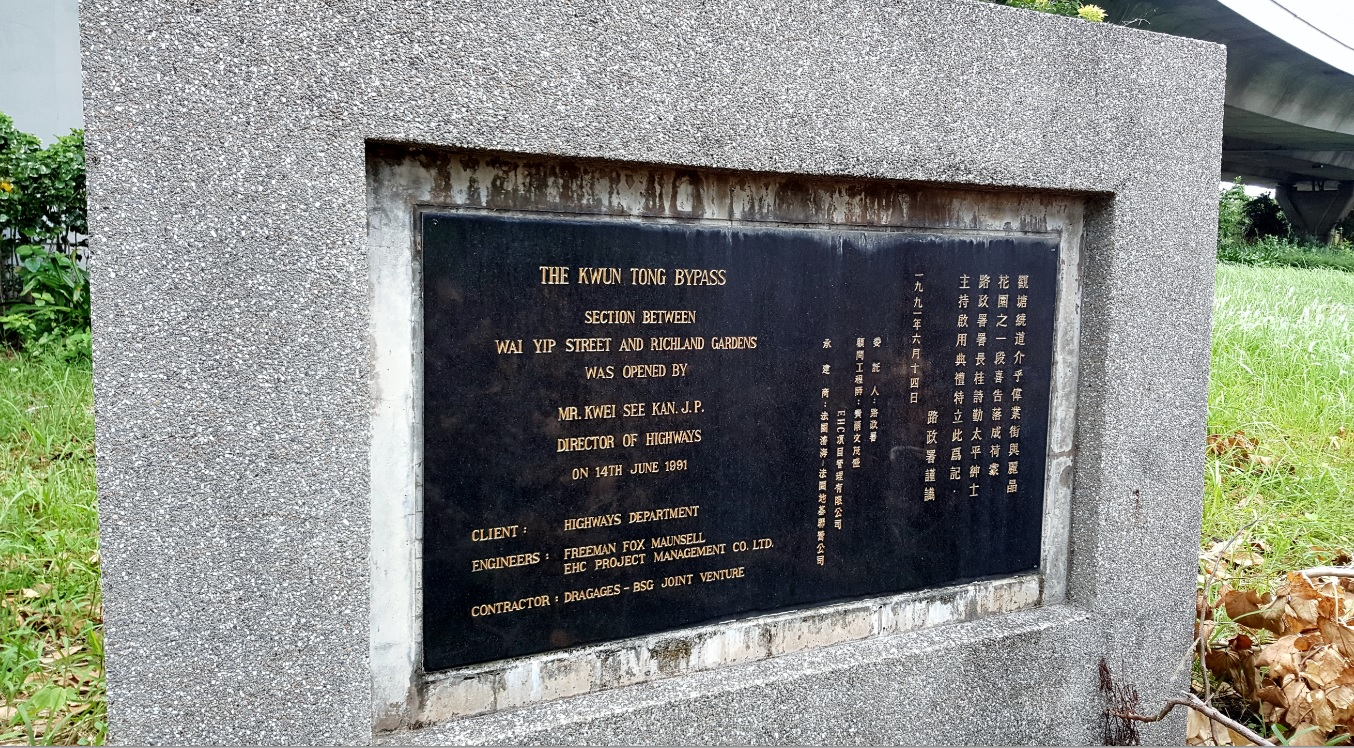
桂詩勤以路政署署長身份在1991年6月14日主持觀塘繞道介乎偉業街與麗晶花園一段的啟用典禮

- 以下列出榮譽全稱及縮寫：^ 
  - 帝國服務獎章（I.S.O.） （1992年英女皇壽辰授勳名單[27]）
  - 官守太平紳士（J.P.）

## 注腳
1. ↑  邵氏訃聞. 華僑日報. 1969-03-25. 第二張第二頁.
2. 1 2 3 4 5 6 7 8 9 10 11 12 13 14 15 16 17 18 19 20 21 22  "Highway boss ready to retire" (28 October 1993)
3. ↑  〈藏有燈紗因何惹官非醫務署高級物理學家桂詩敏解釋原因〉（1986年10月25日）
4. ↑  Staff List, Hong Kong Government (1985), pp.177 & 375.
5. ↑  . 華僑日報. 1952-07-24: 7  [2024-05-19].
6. 1 2 3 4 5 6 7 8 9 10  《明報月刊》（1991年），頁23。
7. 1 2  . 華僑日報. 1956-07-05: 9  [2024-05-19].
8. 1 2  Staff List, Hong Kong Government (1985), p.177.
9. 1 2  〈新市鎮及市區大型新發展計劃〉（2010年9月）
10. ↑  Carroll (2011), p. 161.
11. ↑  Welsh (1993), p. 479.
12. ↑  〈道路設施〉（2016年5月）
13. ↑  "Final phrase of streamlining" (27 May 1986)
14. 1 2 3  〈桂詩勤出掌路政署〉（1989年9月27日）
15. ↑  《資料便覽：為機場核心計劃開設的首長級職位及為十大建設開設或計劃開設的首長級職位》（2009年1月12日）
16. ↑  〈青嶼幹線〉（造訪於2017年12月1日）
17. ↑  〈三號幹線（部分）〉（造訪於2017年12月1日）
18. ↑  〈西區海底隧道〉（造訪於2017年12月1日）
19. ↑  〈西九龍快速公路〉（造訪於2017年12月1日）
20. ↑  "How Hong Kong built the world's longest covered outdoor escalator" 13 August 2016 (updated on 13 November 2017)
21. 1 2 3 4  Cook (20 January 1993)
22. ↑  Torode (21 January 1993)
23. ↑  Lau (14 July 1992)
24. ↑  《立法會規劃地政及工程事務委員會於2001年12月12日特別會議的資料文件挖掘道路工程的收費與處罰制度建議》（2001年12月），頁1至2。
25. 1 2  《立法會規劃地政及工程事務委員會於2001年12月12日特別會議的資料文件挖掘道路工程的收費與處罰制度建議》（2001年12月），頁2。
26. ↑  〈立法會十二題：協調掘路工程〉（2013年2月6日）
27. 1 2  "Supplement to Issue 52952 （页面存档备份，存于）", London Gazette, 12 June 1992, p.18.
28. ↑  《第28次公開研訊的逐字紀錄本》（1998年12月11日），頁6。
29. ↑  《第2次公開研訊的逐字紀錄本》（1998年9月24日），頁39至40。
30. ↑  《第18次公開研訊的逐字紀錄本》（1998年12月5日），頁115。
31. ↑  《第28次公開研訊的逐字紀錄本》（1998年12月11日），頁8、37。
32. ↑  〈第I部分：章目1〉（1999年1月27日），頁10至16。
33. 1 2  《第2次公開研訊的逐字紀錄本》（1998年9月24日），頁40。
34. ↑  《第28次公開研訊的逐字紀錄本》（1998年12月11日），頁39。
35. ↑  Hon (28 November 1998)
36. ↑  Airport Authority Hong Kong Annual Report 2001/2002 (2002), p.48.
37. ↑  The University of Hong Kong Foundation Annual Report 2016/17 - Invest. Advance. Impact. (March 2017), p.55.
38. ↑  The University of Hong Kong Foundation Annual Report 2017/18 (March 2018), p.71.
39. ↑  〈鳴謝〉（造訪於2017年12月1日）
40. ↑  The University of Hong Kong Foundation Annual Report 2009/10 - Leaping into New Horizons (March 2010), p.40.

### 英文資料
- Staff List, Hong Kong Government. Hong Kong: Government Printer, 1985.
- "Final phrase of streamlining", The South China Morning Post, 27 May 1986, p.18.
- Lau, Jeremy, "Utilities face fee for road digging", The South China Morning Post, 14 July 1992, p.6.
- Welsh, Frank, A History of Hong Kong. London: HarperCollins Publishers, 1993.
- Cook, Beryl, "Wet surface made paving slabs 'lethal'", The South China Morning Post, 20 January 1993, p.5.
- Torode, Greg"Road surface 'acceptable'", The South China Morning Post, 21 January 1993, p.3.
- "Highway boss ready to retire", The South China Morning Post, 28 October 1993, p.36.
- Hon, May Sin-mi, "Airport jobs expected to go to insiders", The South China Morning Post, 28 November 1998, p.4.
- Airport Authority Hong Kong Annual Report 2001/2002 （页面存档备份，存于）. Hong Kong: Airport Authority Hong Kong, 2002.
- The University of Hong Kong Foundation Annual Report 2009/10 - Leaping into New Horizons （页面存档备份，存于）. Hong Kong: University of Hong Kong Foundation, March 2010.
- Carroll, John Mark, A Concise History of Hong Kong. Hong Kong: Hong Kong University Press, 2011.
- Sheets, Andrew, "How Hong Kong built the world's longest covered outdoor escalator （页面存档备份，存于）", Post Magazine, 13 August 2016 (updated on 13 November 2017).
- The University of Hong Kong Foundation Annual Report 2016/17 - Invest. Advance. Impact （页面存档备份，存于）. Hong Kong: University of Hong Kong Foundation, March 2017.
- The University of Hong Kong Foundation Annual Report 2017/18 （页面存档备份，存于）. Hong Kong: University of Hong Kong Foundation, March 2018.

### 中文資料
- 〈藏有燈紗因何惹官非醫務署高級物理學家桂詩敏解釋原因〉，《大公報》第二張第五版，1986年10月25日。
- 〈桂詩勤出掌路政署〉，《華僑日報》第5頁，1989年9月27日。
- 《明報月刊》第301-306 期。香港：香港明報有限公司，1991年。
- 《第2次公開研訊的逐字紀錄本 （页面存档备份，存于）》。香港立法會：調查赤鱲角新香港國際機場自1998年7月6開始運作時所出現的問題的原委及有關事宜專責委員會，1998年9月24日。
- 《第18次公開研訊的逐字紀錄本 （页面存档备份，存于）》。香港立法會：調查赤鱲角新香港國際機場自1998年7月6開始運作時所出現的問題的原委及有關事宜專責委員會，1998年12月5日。
- 《第28次公開研訊的逐字紀錄本 （页面存档备份，存于）》。香港立法會：調查赤鱲角新香港國際機場自1998年7月6開始運作時所出現的問題的原委及有關事宜專責委員會，1998年12月11日。
- 〈第I部分：章目1 （页面存档备份，存于）〉，《立法會調查赤鱲角新香港國際機場自1998年7月6日開始運作時所出現的問題的原委及有關事宜專責委員會報告》。香港立法會：調查赤鱲角新香港國際機場自1998年7月6開始運作時所出現的問題的原委及有關事宜專責委員會，1999年1月27日。
- 《立法會規劃地政及工程事務委員會於2001年12月12日特別會議的資料文件挖掘道路工程的收費與處罰制度建議 （页面存档备份，存于）》。香港：工務局，2001年12月。
- 《資料便覽：為機場核心計劃開設的首長級職位及為十大建設開設或計劃開設的首長級職位 （页面存档备份，存于）》。香港：立法會秘書處資料研究及圖書館服務部，2009年1月12日。
- 〈新市鎮及市區大型新發展計劃〉，《香港便覽》。香港：香港特別行政區政府新聞處，2010年9月。
- 〈立法會十二題：協調掘路工程 （页面存档备份，存于）〉，《香港政府新聞公報》，2013年2月6日。
- 〈道路設施〉，《香港便覽》。香港：香港特別行政區政府新聞處，2016年5月。
- 〈鳴謝 （页面存档备份，存于）〉。香港：聖雅各福群會，造訪於2017年12月1日。
- 〈青嶼幹線 （页面存档备份，存于）〉，〈香港機場核心計劃網頁〉，造訪於2017年12月1日。
- 〈三號幹線（部分） （页面存档备份，存于）〉，〈香港機場核心計劃網頁〉，造訪於2017年12月1日。
- 〈西區海底隧道 （页面存档备份，存于）〉，〈香港機場核心計劃網頁〉，造訪於2017年12月1日。
- 〈西九龍快速公路 （页面存档备份，存于）〉，〈香港機場核心計劃網頁〉，造訪於2017年12月1日。

## 外部鏈結
- 路政署 （页面存档备份，存于）
- 香港機場核心計劃 （页面存档备份，存于）
- 調查赤鱲角新香港國際機場自1998年7月6日開始運作時所出現的問題的原委及有關事宜專責委員會 （页面存档备份，存于）

| 政府职务    | 政府职务                         | 政府职务      |
| ----------- | -------------------------------- | ------------- |
| 首任        | 路政署副署長 1989年3月–10月      | 繼任： 鄧國基 |
| 前任： 費盾 | 路政署署長 1989年10月–1993年12月 | 繼任： 鄺漢生 |